# Gödingen
Gödingen (luxemburgisch Géidgenⓘ, französisch Goedange) ist eine Ortschaft in der Gemeinde Ulflingen, Kanton Clerf im Großherzogtum Luxemburg.

## Lage
Gödingen liegt oberhalb des Millebachs, der östlich des Ortes fließt. Nachbarorte sind direkt im Süden Wilwerdingen, im Westen Niederbesslingen und im Norden Huldingen.

## Allgemeines
Gödingen ist einer der kleinsten Orte der Gemeinde und wurde erstmals im Jahr 893 urkundlich erwähnt. Der Ort bestand damals aus drei Höfen und war im Besitz der Abtei Prüm. Ganz im Norden des Ortes steht die Kapelle St. Cosmas und Damian aus dem Jahr 1860. 